# Raccolta egizia Giuseppe Acerbi

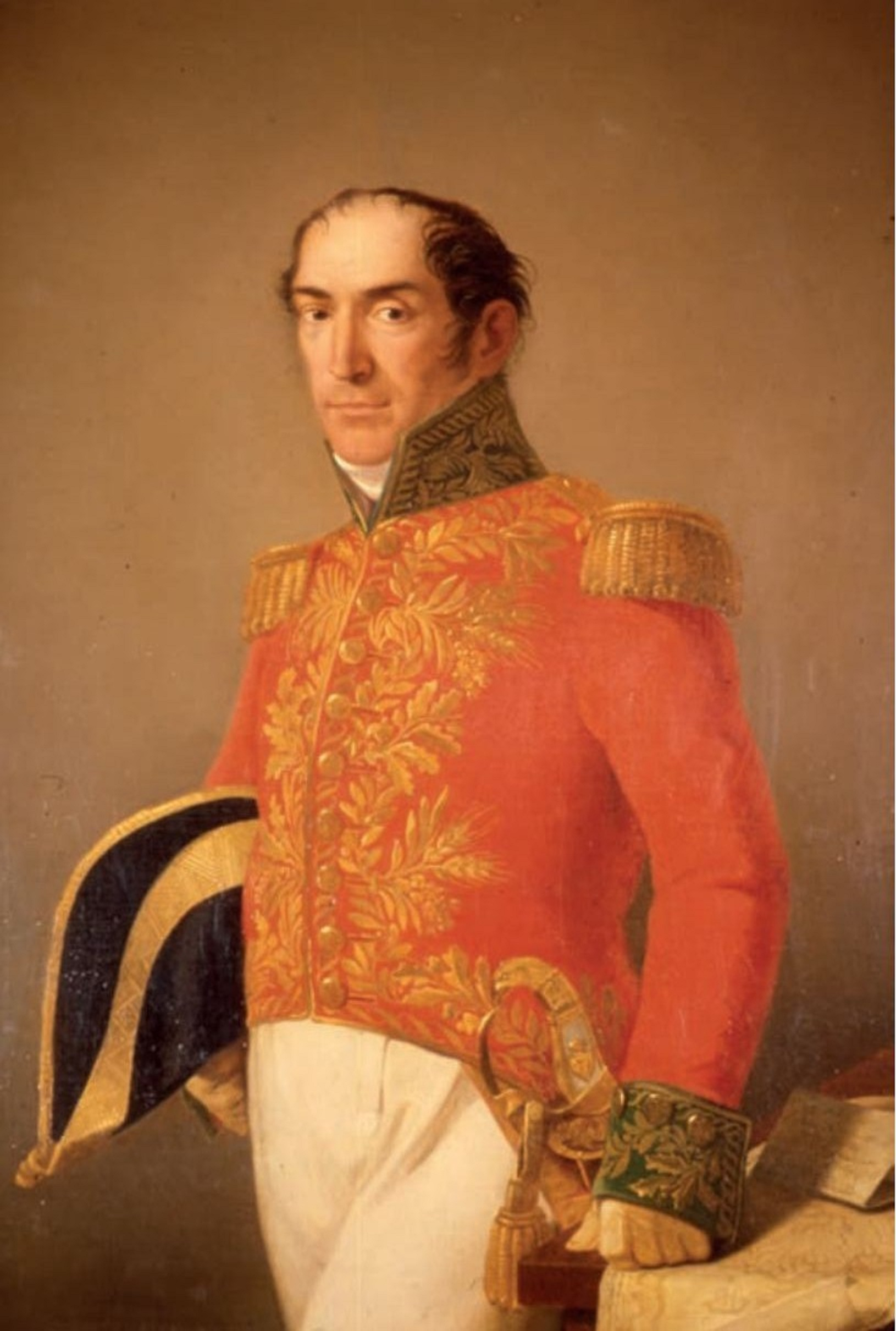
Luigi Basiletti, Ritratto di Giuseppe Acerbi, 1826.

La raccolta egizia Giuseppe Acerbi è una raccolta di antichità egizie ospitata al MACA - Mantova Collezioni Antiche di Mantova.

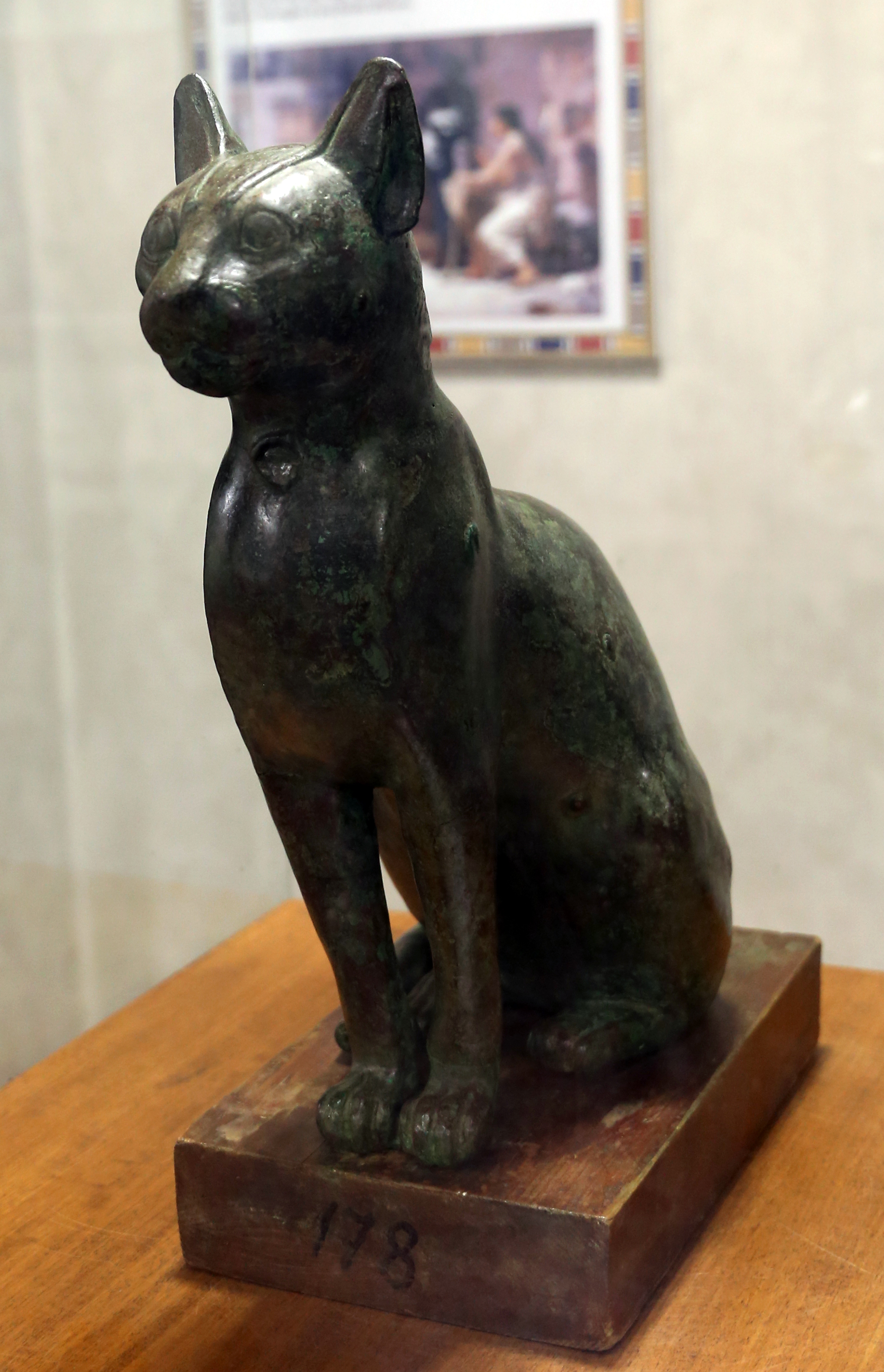
Gatto in bronzo

## Storia e descrizione
Si compone di circa 500 pezzi raccolti da Giuseppe Acerbi (1773-1846), esploratore ed egittologo, dal 1826 al 1834 console generale d'Austria in Egitto, che nel 1840 donò alla città di Mantova, atto confermato dal nipote erede Agostino Zanelli.
I vari reperti provenienti dall'Egitto, hanno un notevole valore didattico e documentale. Tra questi:
- Testa bronzea della regina Arsinoe, sposa di Tolomeo IV;
- Gatto di bronzo;[4]
- Cane Anubi, statua lignea.

In una sala è esposto il Ritratto di Giuseppe Acerbi, dipinto ad olio di Luigi Basiletti del 1826.